# Alliantiewapen Oranje-Nassau en Waldeck-Pyrmont
Het Alliantiewapen Oranje-Nassau en Waldeck-Pyrmont is een reliëf in Amsterdam-Centrum.
Het is een van de vele beeldhouwwerken die de gevels van het Station Amsterdam Centraal sieren. Het werd al aangebracht tijdens de bouw; het stamt uit de periode 1881 tot 1889 toen aan het station gebouwd werd. Dit alliantiewapen in reliëfvorm geeft de echtelijke verbinding weer tussen Willem III der Nederlanden en Emma zu Waldeck und Pyrmont, koning en koningin tijdens de bouw van het spoorstation. Er zijn twee wapenschilden te zien, gepresenteerd door een tweetal leeuwen. Het linker wapenschild van Willen III toont opnieuw een leeuw (symbool van Oranje-Nassau; het rechter van Emma een achtpuntige ster (Waldeck-Pyrmont). In de banderol leest men de wapenspreuk Je maintiendrai.
Het geheel wordt omkaderd door twee zuilen die het fronton ondersteunen. In die zuilen zijn een atlant (links, staand voor gezag) en een kariatide (rechts, staand voor zachtmoedigheid) uitgebeiteld. Frans Vermeylen (1857-1922) uit Leuven ontwierp de alliant en kariatide naar een voorbeeld van architect Pierre Cuypers. Vermeylen werkte voor een aantal beelden hier samen met uitvoerend beeldhouwer Martin van Langendonck.
Het werk kwam in opdracht van Maatschappij tot Exploitatie van Staatsspoorwegen, die tevens aan Vermeylen de opdracht gaf voor het ontwerp van een koninklijk wapen. Beide wapens sieren de koninklijke wachtkamer; het alliantiewapen is gepositioneerd boven de voormalige ingang van paarden en koets.
Het alliantiewapen wordt sinds jaar en dag beschermd door middel van een vogelnet.